# Xanthospilopteryx
Heraclia là một chi bướm đêm thuộc họ Noctuidae.